# オルダムマルガメ
オルダムマルガメ（Cyclemys oldhamii）は、爬虫綱カメ目イシガメ科マルガメ属に分類されるカメ。

## 分布
カンボジア北部、タイ、ベトナム北部、ミャンマー南部、ラオス
模式標本は現存しない。新しい模式標本（レクトタイプ）の産地（模式産地）はミャンマー南部。

## 形態
最大甲長25.4センチメートルとマルガメ属最大種。背甲は扁平で、上から見るとやや細長い長方形。後部縁甲板はやや鋸状に尖るが、成体では不明瞭な個体もいる。背甲の色彩は暗褐色や暗灰色、黒。
背甲と腹甲の継ぎ目（橋）の色彩は暗褐色や黒で、斑紋は入らない。
左右の股甲板の継ぎ目の長さ（間股甲板長）は、左右の肛甲板の継ぎ目の長さ（間肛甲板長）とほぼ同じ長さかやや長い。左右の肛甲板の間には深い切れ込みが入り、切れこみの角度は鈍角。腹甲の色彩は暗褐色や黒一色か、より暗色の斑紋が放射状に多数入る個体もいる。
頭頂部の色彩は褐色や灰褐色で、不規則な小型の暗色斑が入る。側頭部から頸部にかけての色彩は暗褐色や灰褐色で、東部個体群には淡褐色や黄褐色の太い筋模様が入る。喉の色彩は暗褐色で、筋模様は入らない。四肢の色彩は暗褐色や暗灰色。
幼体は背甲が上から見ると細長い楕円形で、キールが明瞭で縁甲板の外縁がやや尖る。橋に放射状に暗色斑が入る個体もいる。

## 分類
核DNAやミトコンドリアDNAの塩基配列からの分子系統学的解析では、属内ではインドクロハラマルガメやビルマクロハラマルガメと単系統群を形成すると推定されている。
インドシナ半島の個体群をC. shanensisやスジクビマルガメC. tcheponensisとして独立種とする説もあったが、分子系統学的解析では本種とDNAが一致する事からシノニムとされる。

## 人間との関係
ペットとして飼育されることもあり、日本にも輸入されている。東部個体群はタイ（2013年現在は爬虫類の輸出を停止）、ベトナム、ラオスなどから、スジクビマルガメとして輸入していて、西部個体群もミャンマーから輸入されていると考えられている。